# IOGT-NTO Samlingssalen Gunnebo

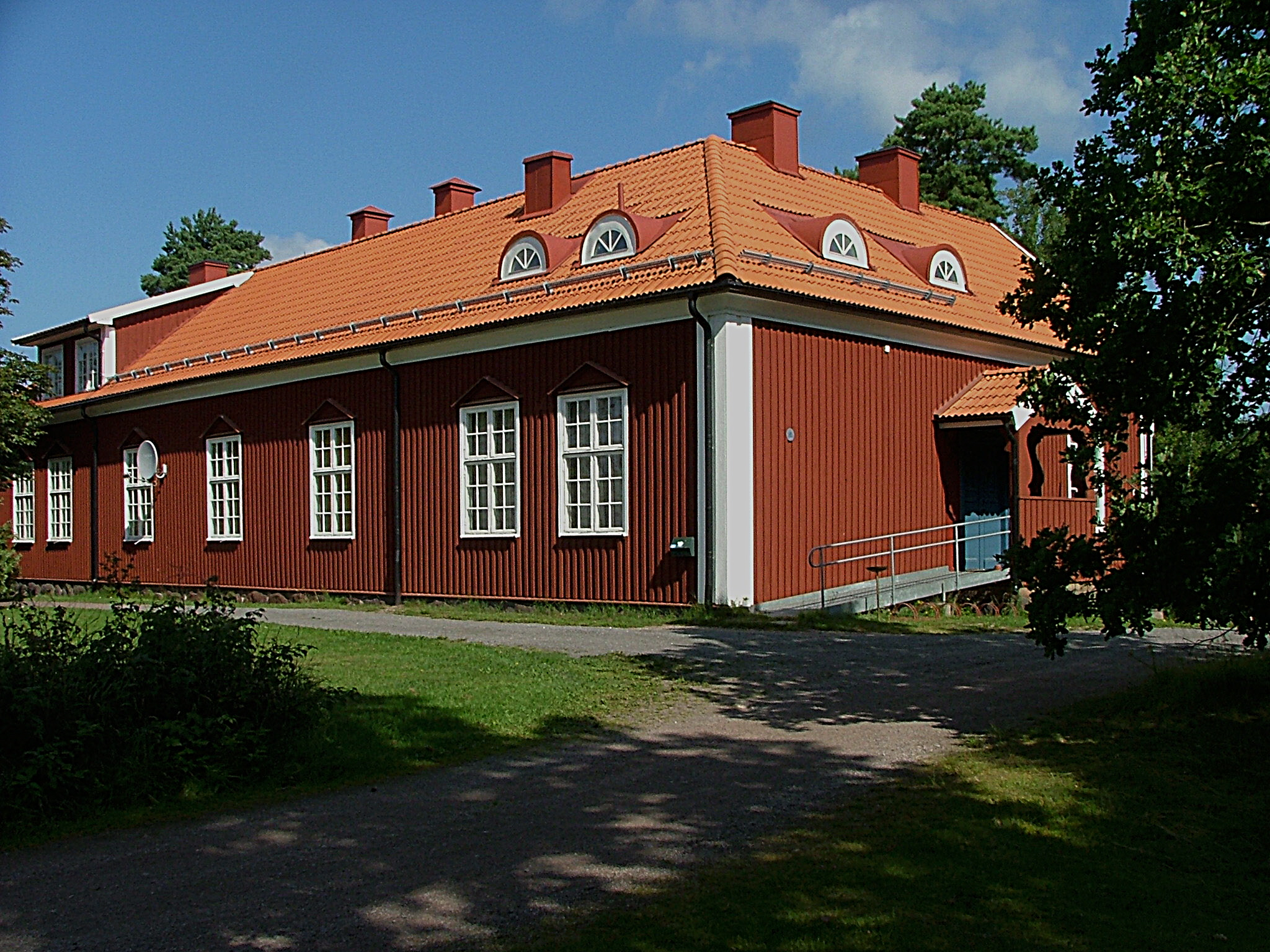
Samlingssalen / IOGT-NTO Gården Gunnebo

Samlingssalen är en fastighet i bruksorten Gunnebo, Västerviks kommun, som väl representerar historiska förhållanden.
Genom utåtriktade aktiviteter gör den nuvarande ägaren IOGT-NTO det möjligt för ortens befolkning och utsocknes, att ta del av såväl historia som den atmosfär som lever kvar i huset. Många besökares reaktioner vittnar om att det finns starka band förknippade med huset.

## Lokalens tidiga historia
Fastigheten under Gunnebobruks tid.
Utdrag ur boken ”Gunnebo Bruk 1764-1939” Minnesskrift av Helge Åkerman.

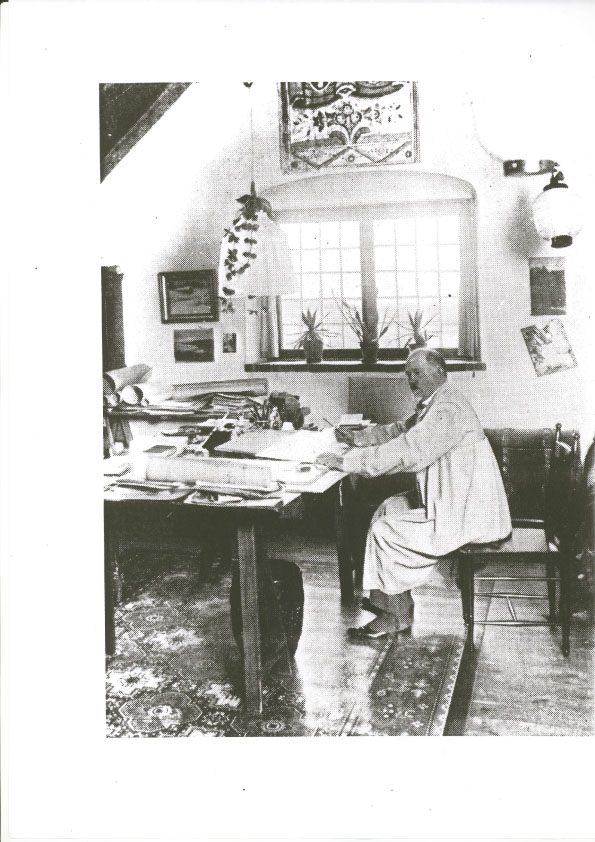
Skaparen av takmotiven i Stora salen

"1913 inrättade bruksledningen en klinik i ett av de då uppförda bostadshusen, dit medicinförrådet flyttades från brukskontoret och läkarmottagningarna från den privatbostad där de förekommit sedan 1897. En examinerad sjuksköterska anställdes och avlönades av bruket. 1917-1918 uppfördes en större sjukstuga inrymmande, förutom klinik och sköterskebostad, även en epidemiavdelning, som emellertid snart nog blev överflödig sedan landstinget övertagit all epidemivård. Sjuksalarna omändrades 1928 till föreläsnings- och samlingssal.
(Den ovan nämnda epidemiavdelningen föranleddes av den s.k. spanska sjukan som grasserade i Sverige precis vid denna byggnads tillkomst. Huset fick då plötsligt rycka in och fungera som provisorisk sjuksal). red.anm.) 
Samlingssalen invigdes den 21 dec. 1928 av ingen mindre än stiftets biskop Erik Aurelius. Salen är ljus och hög och rymlig – den har plats för 250 personer. Med sina varma och trevliga färger gör den ett mycket tilltalande intryck. I taket har dekorationsmålaren Karl Filip Månsson utfört en synnerligen vacker målning med landskapsmotiv, som tilldrager sig obetingad uppskattning ej blott för de lyckligt valda färgerna utan också för konstnärens lyckade sätt att lösa perspektiv och motiv. 
Vid invigningen nämnda dag hälsades det fulltaliga auditoriet välkommet av disponent Sundström, varpå biskopen, sedan psalm 33:1 sjungits, framträdde och förrättade invigningen samt nedkallade Herrens frid över denna sal och de närvarande. Ett musikkapell, bestående av två fioler, violoncell och orgel, spelade Schumans ”Träumerei” samt ”Längtan” av Söderman, mycket förtjänstfullt utförda, refererade ortstidningen.
Gunnebo manskör sjöng Lindblads ”Stridsbön”, Josephsons ”Vårt land” samt Beethovens ”Guds lov”.

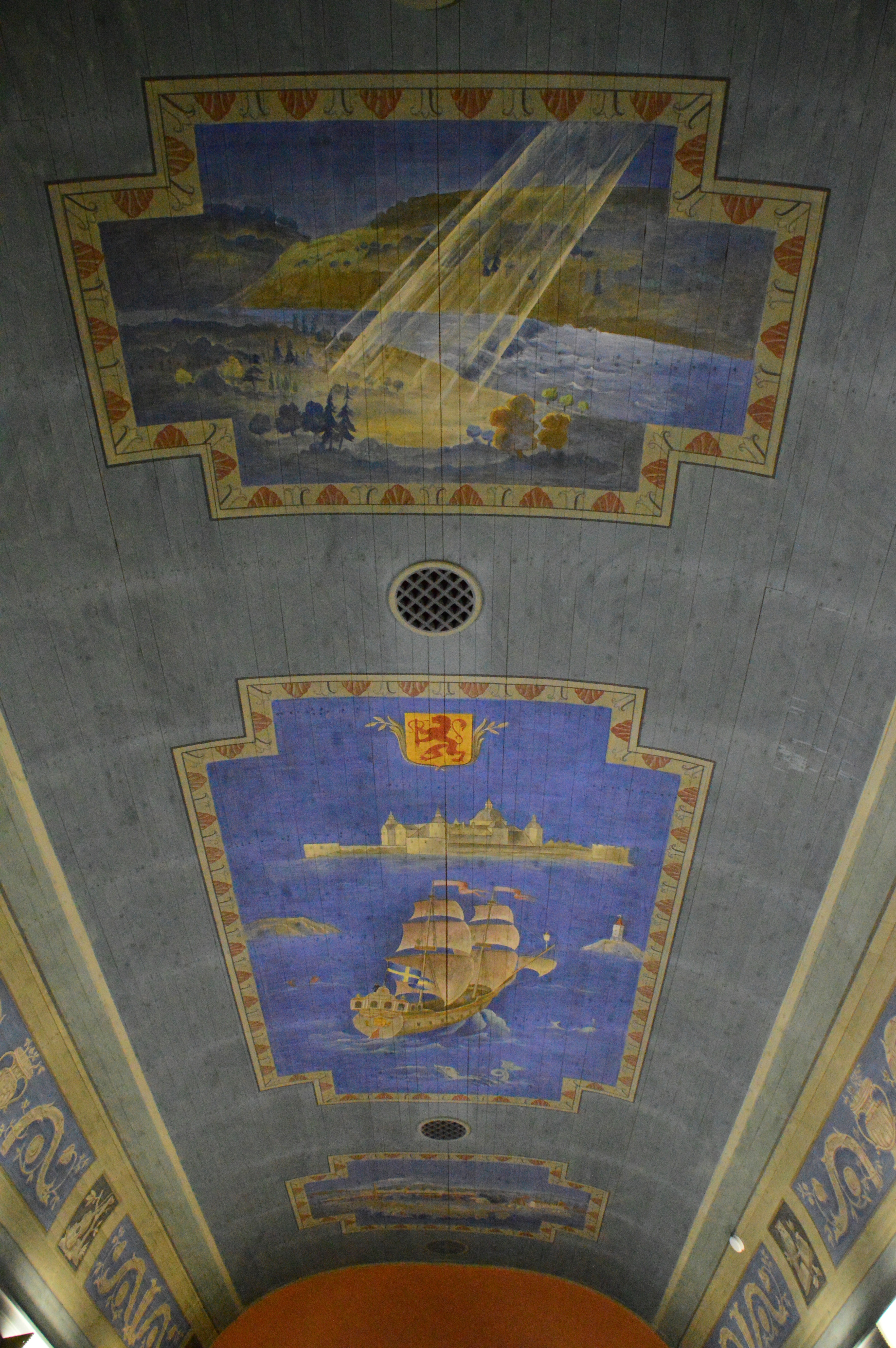
Bild 1. Kupoltakets målning återger bilder och symboler från orten och Kalmar län

Efter ett orgelsolo, förspelet till operan ”Lohengrin” av Wagner, utfört av kontorschefen Karl Linge, beträddes talarpodiet åter av biskop Aurelius, som höll ett föredrag över ämnet ”Palestina dess land och folk”.
Här i denna sal har andaktsstunder och föredrag hållits. Gunnebo har en livaktig föreläsningsförening, som här anordnar sina föreläsningar. Föreningen har understötts av bruket genom årliga anslag sedan 1907." 
På 1980-talet sålde Gunnebo Bruk av fastigheter, som bruket själva byggde under tidigt 1900-tal. Det var en naturlig utveckling när själva bruket inte längre var ortens centrala huvudman och ägarformen förändrades. En av byggnaderna var alltså samlingssalen. Andra byggnader var bostäder för arbetare och förmän osv.

## Lokalens senare historia
Fastigheten under IOGT-NTO Gunnebo-Västrums tid
Den 1/12 1982 förvärvades ”samlingssalen” av Gunnebobruks AB. Invändig renovering påbörjades omgående. Det mesta arbetet utfördes av föreningens medlemmar. Mellan 1987 – 2002 skedde en del renoveringar och anpassning. Bl.a. har bergvärme installerats och nytt taktegel lagts. Under samma period handikappanpassades lokalerna med utvändig ramp och nya toaletter, i samband med detta helrenoverades köket. Bevarande av fastighetens ursprungliga utseende har hela tiden stått i centrum.
Allt sedan IOGT-NTO Gunnebo-Västrum förvärvade fastigheten har här bedrivits traditionell föreningsverksamhet samt utåtriktad kulturverksamhet såsom musik, teater och föreläsningar. Föreningen har sedan förvärvet av fastigheten, arbetat i linje med folkrörelsens ideologiska grundtanke, och håller den därmed levande genom ideella krafter.     

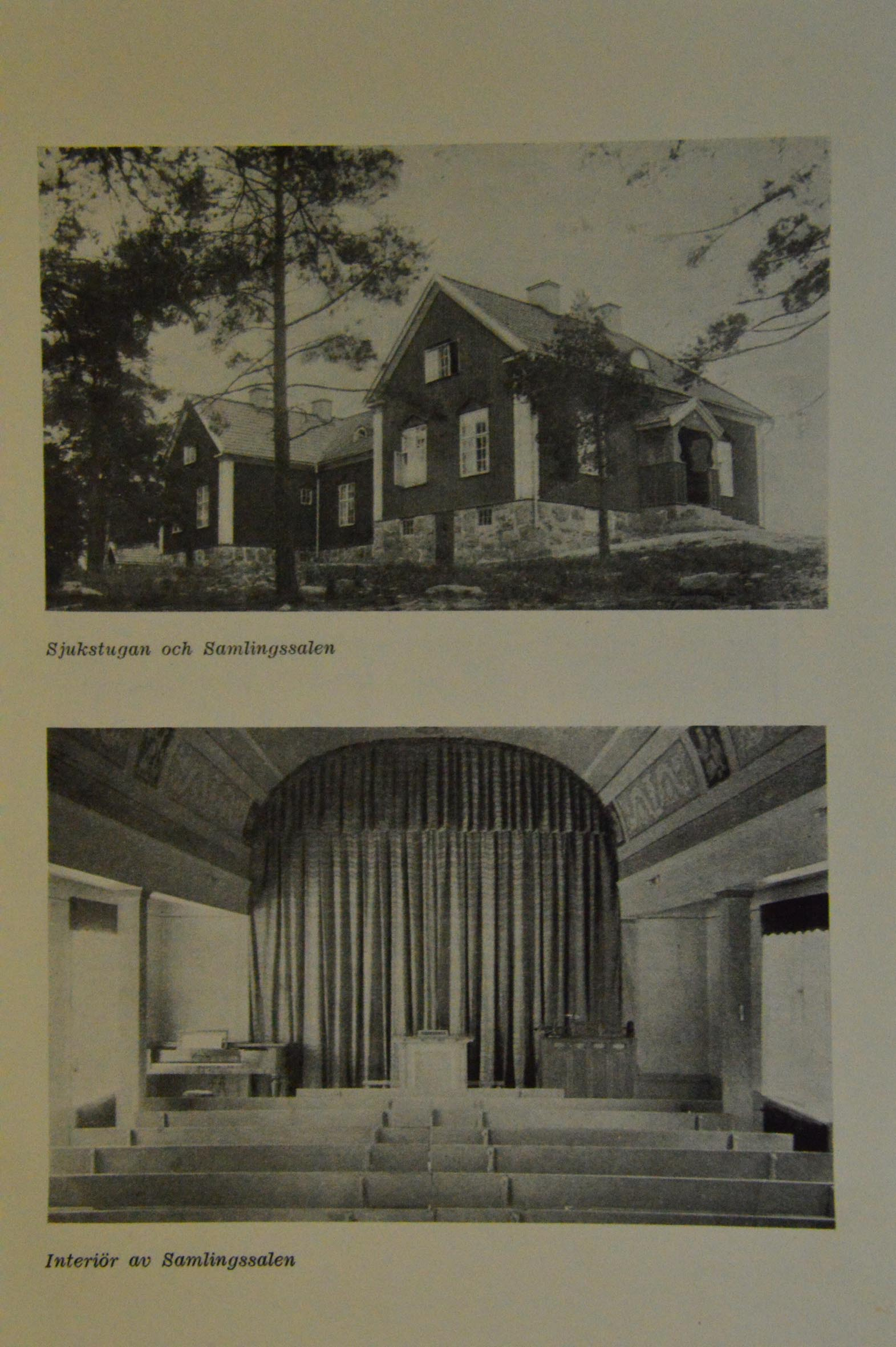
Innan IOGT-NTO, under Gunnebo Bruks tid, omkring 1930
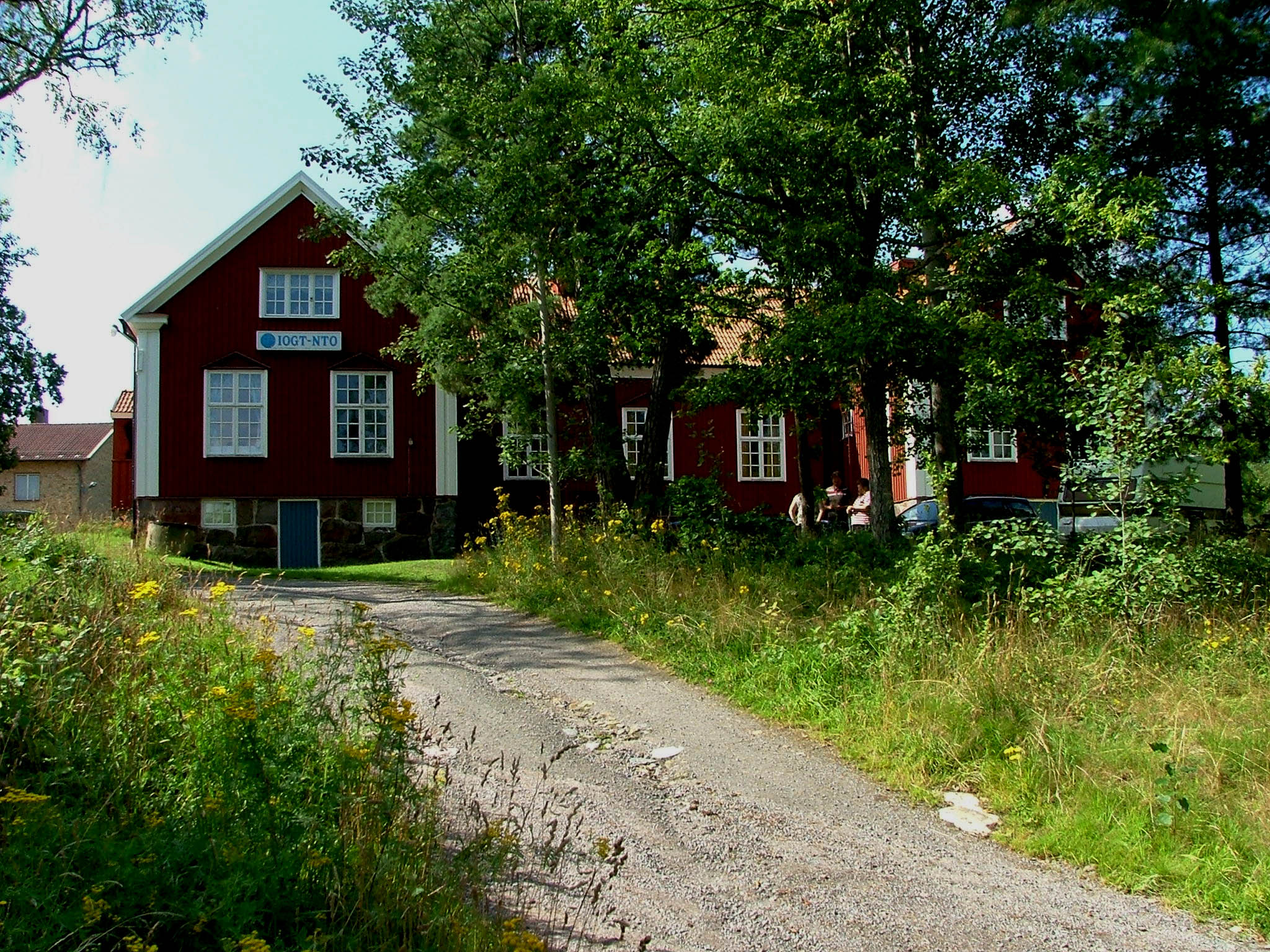
IOGT-NTO Gården Uppfart
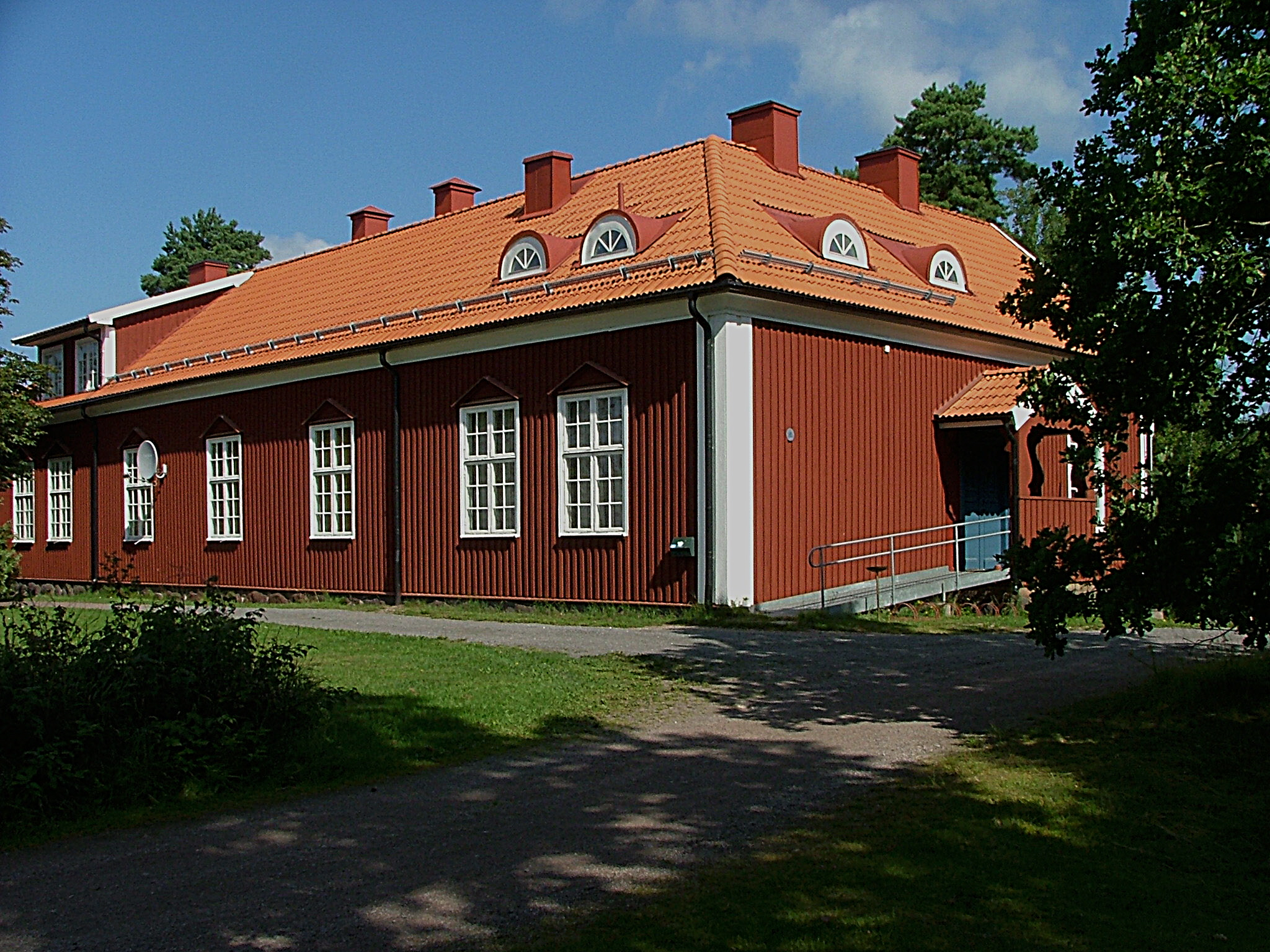
Entré med ramp
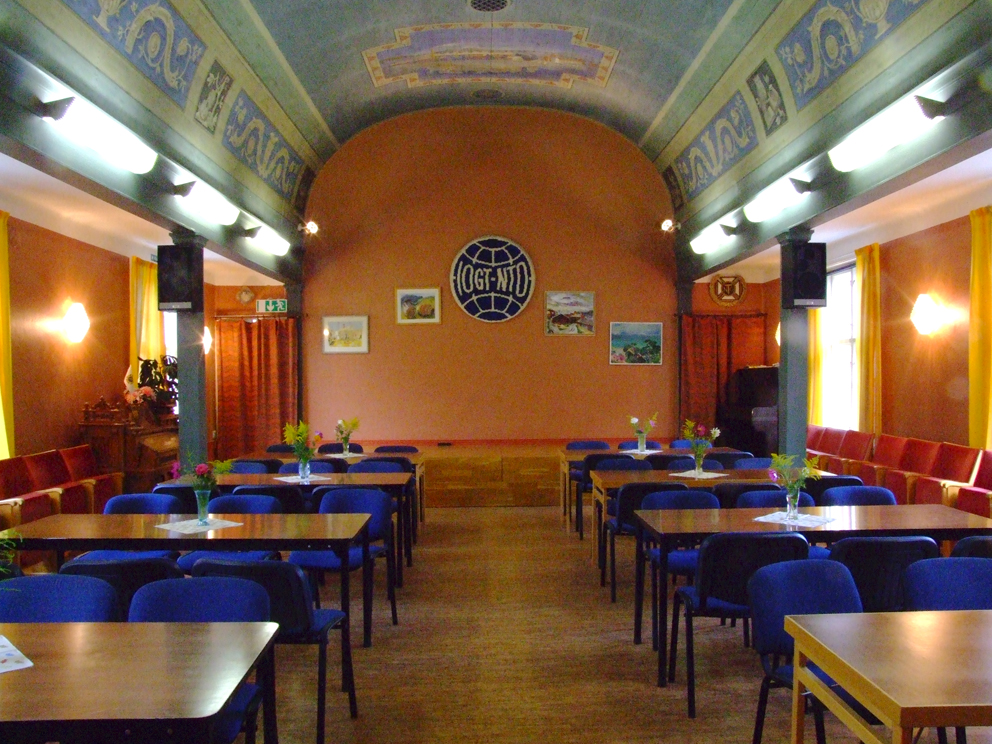
Stora Lokalen, utseende 2017
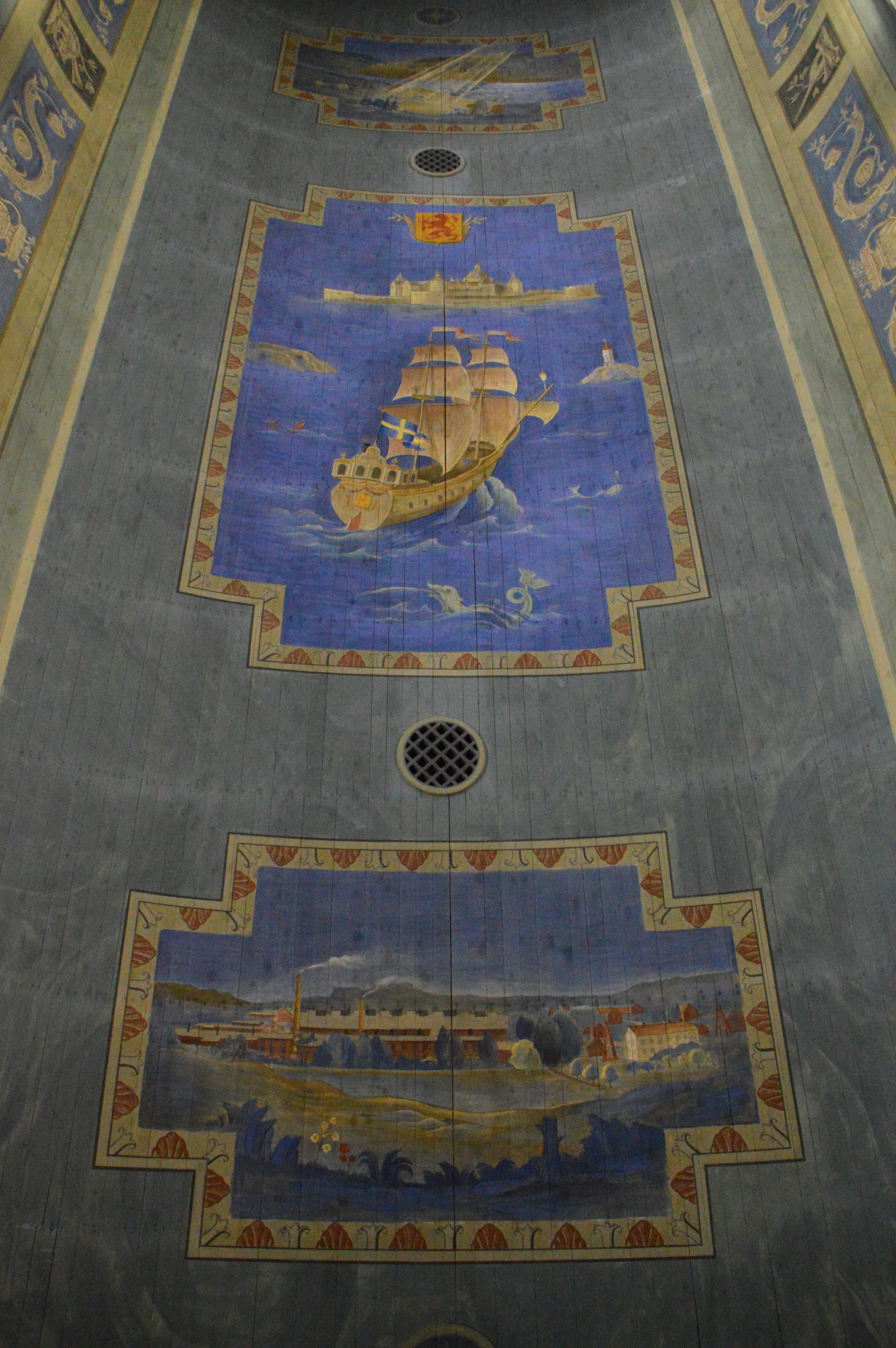
Bild 2. Kupoltakets målning återger bilder och symboler från orten och Kalmar län